# Ivanna Vale
Ivanna Vale là một người mẫu và chủ nhân cuộc thi sắc đẹp của Venezuela. Cô đại diện cho bang Táchira tại Hoa hậu Venezuela 2012  và giành chiến thắng tại Miss Coffee International hoặc Reinado Internacional del Café 2013 tại Manizales (Colombia) vào ngày 12 tháng 1 năm 2013.